# Sylvia Ruegger
Sylvia Ruegger (* 23. Februar 1961 in Oshawa; † 23. August 2019) war eine kanadische Langstreckenläuferin.
Beim Marathon der Olympischen Spiele 1984 in Los Angeles belegte sie den achten Platz mit 2:29:09 h. Insgesamt gewann sie drei Marathons: 1984 den National Capital Marathon mit 2:30:37 h, 1985 den Houston-Marathon mit 2:28:36 h und 1987 den Pittsburgh-Marathon mit 2:31:53 h.

## Persönliche Bestleistungen
- Marathon: 2:28:36 h, 6. Januar 1985, Houston